# Stig Broström
Stig Broström (født 9. marts 1945, død 24 august 2024) var en professor emeritus ved Danmarks institut for Pædagogik og Uddannelse (DPU), Aarhus Universitet.

## Uddannelse og karriere
Stig Broström var uddannet pædagog 1969, cand.pæd. 1982, ph.d. 1998 fra Danmarks Lærerhøjskole. Ansat som lektor og professor i småbørnspædagogik på Danmarks institut for Pædagogik og Uddannelse fra 1995 til 2016, herefter professor emeritus.

## Bidrag til pædagogikken
Der er for få eller ingen kildehenvisninger i dette afsnit, hvilket er et problem. Du kan hjælpe ved at angive troværdige kilder til de påstande, som fremføres.

Stig Broström formulerede i 1970 den dialektiske strukturerede børnehavepædagogik, som han løbende videreudviklede med afsæt i den kulturhistoriske skoles virksomhedsbegreb kombineret med overvejende tysk dannelsesteori og didaktik. Stig Broström forskede gennem årene i de fleste temaer inden for daginstitutionens pædagogik: Børnehavepædagogik, didaktik og dannelse med særligt henblik på læreplaner i vuggestue og børnehaver. Endvidere forskning om trivsel, omsorg og læring i dagpleje og vuggestue. Overgang fra børnehave til skole samt indskolingspædagogik. Børns leg og æstetiske læreprocesser. Læringsteorier, børns læring og pædagogers syn på børns læring. Leg og narrative teorier, early literacy, matematisk opmærksomhed, science og bæredygtighed i dagtilbud og indskolingen.
Stig Broström er begravet på Helsingør Kirkegård (en).